# Carlos Aranda
Pour les articles homonymes, voir Aranda.
Carlos Reina Aranda est un footballeur espagnol né le 27 juillet 1980 à Malaga (Espagne).

## Palmarès
- Real Madrid CF
  - Vainqueur de la Ligue des Champions (2) : 2000, 2002 (2 x 1 match disputé)